# Пугачів
Пугачів, або Пухачув (пол. Puchaczów) — село в Польщі, у гміні Пугачів Ленчинського повіту Люблінського воєводства. Населення — 718 осіб (2011).

## Історія
У податкових актах 1531 року вперше згадується православна церква в селі. У податкових реєстрах 1676 року місцевим парохом названий о. Павло Морозович. В акті візитації 1721 року про церкву зазначено лише, що вона дерев'яна. А в акті візитації 1731 року про церкву сказано: «Церква дуже знищена як в стінах, так і в дахах». Церква перестала існувати в середині XVIII століття, бо вже не згадується в актах візитацій 1750-1760-х років.
За Берестейським миром від 9 лютого 1918 року через Пугачів мусив проходити новий польсько-український кордон, проте через подальшу військово-політичну ситуацію втілити це в життя не вдалося.

## Населення
Демографічна структура станом на 31 березня 2011 року:
|          | Загалом | Допрацездатний вік | Працездатний вік | Постпрацездатний вік |
| -------- | ------- | ------------------ | ---------------- | -------------------- |
| Чоловіки | 356     | 91                 | 243              | 22                   |
| Жінки    | 362     | 64                 | 226              | 72                   |
| Разом    | 718     | 155                | 469              | 94                   |